# Крушево (Гора)
Крушево је горанско село у Општини Гора, на Косову и Метохији. По законима привремених институција Косова ово насеље је у саставу општине Драгаш.
Крушево је једно од старијих и већих горанских села. Налази се на средњем току Рестеличке реке, у теснацу између високих брда, на надморској висини око 1100м. Од градског насеља Драгаш удаљено је 18 km. Село има 107 кућа са 646 становника. Овде, поред старих кућа планинског типа, има и нових савремених кућа. Село је електрификовано, има водовод, осмогодишњу школу, два разреда средње школе.
У Крушеву се налазе продавнице, чајџинице, једна посластичара и радионица за израду гајтана за народну ношњу (ч`акшире и гун`ч`е). На реци у селу су два већа моста, више села један. У центру села налази се и већа стара џамија. Од Драгаша до села долази се макадамским путем, којим саобраћају теретна и путничка возила, као и аутобус два пута дневно.
Из овог села запажена је миграција становништва према индустријским центрима и већим градовима бивше СФРЈ. Многи се у завичај враћају само током лета, да позавршавају неке пољопривредне послове, а затим поново одлазе у печалбу. Између два светска рата велики број мештана из овога села, као и из других горанских села, мигрирао је у Турску.
Иако је ово село у пограничној зони, топонимија је врло бројна и старијег порекла. Име села настало по томе што је на овим теренима увек било крушака, дивљих и питомих, а данас овде у изобиљу расту.

## Демографија
Насеље има горанску етничку већину.
Број становника на пописима:
- попис становништва 1948. године: 281
- попис становништва 1953. године: 319
- попис становништва 1961. године: 377
- попис становништва 1971. године: 513
- попис становништва 1981. године: 645
- попис становништва 1991. године: 738

### Попис2011.
На попису становништва 2011. године, Крушево је имало 857 становника, следећег националног састава:
| Попис 2011.‍ | Попис 2011.‍ | Попис 2011.‍ | Попис 2011.‍ | Попис 2011.‍ |
| ----------- | ----------- | ----------- | ----------- | ----------- |
|             |             |             |             |             |
| Горанци     | Горанци     |             | 411         | 47,95%      |
| Бошњаци     | Бошњаци     |             | 372         | 43,40%      |
| Албанци     | Албанци     |             | 34          | 3,97%       |
| Турци       | Турци       |             | 21          | 2,45%       |
| Роми        | Роми        |             | 1           | 0,11%       |
| неизјашњено | неизјашњено |             | 16          | 1,86%       |
| непознато   | непознато   |             | 2           | 0,23%       |
| укупно: 857 |             |             |             |             |